# Otto Kraus
Otto Kraus (Frankfurt, 17 mei 1930 – Hamburg, 24 oktober 2017) was een Duitse arachnoloog en myriapodoloog. Hij was directeur van het Zoölogisch Instituut en Zoölogisch Museum aan de Universiteit Hamburg van 1969 tot 1995, waar hij ook hoogleraar was. Hij was commissaris (1963–1995) en voorzitter (1989–1995) van de Internationale Commissie voor zoölogische nomenclatuur (ICZN). Hij publiceerde bijna 200 wetenschappelijke artikelen en gaf bijna 500 soorten duizendpoten en meer dan 80 soorten spinnen een naam. Zijn werken omvatten bijdragen aan de encyclopedie Het leven der dieren en de Duitse vertaling van Ernst Mayrs Principles of Systematic Zoology.
Kraus werd in 1930 in Frankfurt geboren. Tijdens zijn studie aan de Universiteit van Frankfurt deed hij vrijwilligerswerk bij het Naturmuseum Senckenberg, waar hij onder leiding van Robert Mertens zijn proefschrift schreef over spinnen en duizendpoten uit El Salvador. Hij voltooide zijn Ph.D. in 1955 en werd in hetzelfde jaar aangenomen door het museum. Hij werd later hoofd van de afdeling arachnologie, en van 1963 tot 1969 was hij hoofd van de afdeling ongewervelde zoölogie.
Kraus wordt herdacht in de wetenschappelijke namen van meer dan een dozijn soorten spinnen en duizendpoten die naar hem zijn vernoemd.

## Taxa
Kraus heeft onder andere de volgende taxa een naam gegeven:
- Chileotrecha romero (Kraus, 1966)
- Deinopis diabolica Kraus, 1956
- Hamataliwa cavata (Kraus, 1955)
- Hamataliwa circularis (Kraus, 1955)
- Kambiwa neotropica (Kraus, 1957)
- Liocranum giersbergi Kraus, 1955
- Lycosa salvadorensis Kraus, 1955
- Microdipoena jobi (Kraus, 1967)
- Mysmenopsis palpalis (Kraus, 1955)
- Odo keyserlingi Kraus, 1955
- Rhagodista Kraus, 1959
- Rhagodista diabolica Kraus, 1959
- Smeringopina Kraus, 1957
- Smeringopina beninensis Kraus, 1957
- Stegodyphus manaus Kraus & Kraus, 1992
- Stegodyphus nathistmus Kraus & Kraus, 1989
- Stegodyphus tingelin Kraus & Kraus, 1989
- Stichoplastoris angustatus (Kraus, 1955)
- Stichoplastoris longistylus (Kraus, 1955)
- Stichoplastoris schusterae (Kraus, 1955)
- Surazomus brasiliensis (Kraus, 1967)
- Surazomus cumbalensis (Kraus, 1957)
- Surazomus macarenensis (Kraus, 1957)
- Surazomus sturmi (Kraus, 1957)
- Trachelas cambridgei Kraus, 1955
- Trachelas quadridens Kraus, 1955
- Ummidia zilchi Kraus, 1955

De volgende taxa zijn naar hem vernoemd:
- Gastroxya krausi Benoit, 1962
- Scutpelecopsis krausi (Wunderlich, 1980)
- Galeodes krausi Harvey, 2002
- Philodromus krausi Muster & Thaler, 2004

- Gemeinsame Normdatei: 122168038
- Library of Congress Control Number: n99024649
- Nationale Bibliotheek van Letland: 000286232
- Nationale Bibliotheek van Tsjechië: mub20191032227
- Nationale Bibliotheek van Israël: 987007414845305171
- Nederlandse Thesaurus van Auteursnamen: 067997023
- Istituto Centrale per il Catalogo Unico: LO1V474729
- Système universitaire de documentation: 251056295
- Virtual International Authority File: 262913646
- WorldCat: E39PBJB8tyymKwQfMJxyxcxhpP